# Tra le stelle
Tra le stelle (En las estrellas) è un film del 2018 diretto da Zoe Berriatúa.

## Trama
Dopo la morte della moglie, Victor, regista disoccupato, cade nel vortice della depressione affogando i suoi dispiaceri nell'alcol. Per non trascinare il figlio Ingmar nella sua stessa situazione comincia a raccontargli storie fantastiche.

## Distribuzione
Il film è stato distribuito sulla piattaforma Netflix dal 31 agosto 2018.